# Florian Graf
Florian Graf (Freyung, 24 luglio 1988) è un ex biatleta tedesco.

## Biografia
In Coppa del Mondo ha esordito il 18 dicembre 2010 a Pokljuka (84°) e ha ottenuto il primo podio il 22 gennaio 2012 ad Anterselva (2°).
In carriera ha preso parte a due edizioni dei Campionati mondiali (34° nella sprint a Ruhpolding 2012).

## Palmarès

### Mondiali juniores
- 4 medaglie:
  - 1 oro (staffetta a Canmore 2009)
  - 2 argenti (sprint, inseguimento a Ruhpolding 2008)
  - 1 bronzo (staffetta a Ruhpolding 2008)

### Europei
- 2 medaglie:
  - 1 oro (staffetta a Val Ridanna 2011)
  - 1 bronzo (staffetta a Nové Město na Moravě 2014)

### Coppa del Mondo
- Miglior piazzamento in classifica generale: 21º nel 2012
- 2 podi (entrambi a squadre):
  - 1 secondo posto
  - 1 terzo posto